# Omuthiya
Omuthiya es una ciudad de la región Oshikoto en Namibia. En agosto de 2011 tenía una población censada de 3794 habitantes.
Se encuentra ubicada al norte del país, cerca de la frontera con Angola.